# Nutrixxion Abus/Saison 2012
Dieser Artikel listet Erfolge und Fahrer des Radsportteams Nutrixxion Abus in der Saison 2012 auf.

## Erfolge in der UCI Asia Tour
In den Rennen der Saison 2012 der UCI Asia Tour gelangen die nachstehenden Erfolge.
| Datum       | Rennen                       | Kat. | Sieger           |
| ----------- | ---------------------------- | ---- | ---------------- |
| 6. November | 6. Etappe Tour of Taihu Lake | 2.1  | Sebastian Körber |

## Erfolge in der UCI Europe Tour
In den Rennen der Saison 2012 der UCI Europe Tour gelangen die nachstehenden Erfolge.
| Datum  | Rennen                         | Kat. | Fahrer            |
| ------ | ------------------------------ | ---- | ----------------- |
| 6. Mai | 2. Etappe Five Rings of Moscow | 2.2  | Michael Schweizer |

## Platzierungen in UCI-Ranglisten
| UCI Continental Circuit | Platz |
| ----------------------- | ----- |
| UCI Asia Tour 2012      | 20    |
| UCI Europe Tour 2012    | 74    |

## Abgänge – Zugänge
| Zugänge             | Team 2011                 | Abgänge            | Team 2012       |
| ------------------- | ------------------------- | ------------------ | --------------- |
| Alexander Gottfried | Team NetApp               | Grischa Janorschke | Team NetApp     |
| Holger Burkhardt    | Champion System           | Björn Schröder     | Raiko Stölting  |
| Tom Vermeer         | Colba-Mercury             | Sebastian Forke    | Team NSP-Ghost  |
| Marc Reynés         | PSK Whirlpool-Author      | Sergej Fuchs       | Team NSP-Ghost  |
| Alexander Schmitt   | Team Eddy Merckx-Indeland | Steffen Radochla   | Team NSP-Ghost  |
| Christoph Schweizer | Team Vlassenroot (2008)   | Erik Mohs          | Jenatec Cycling |

## Mannschaft
| Name                | Geburtstag         | Nationalität |
| ------------------- | ------------------ | ------------ |
| Holger Burkhardt    | 16. Dezember 1987  | Deutschland  |
| Alexander Gottfried | 5. Juli 1985       | Deutschland  |
| Sebastian Körber    | 1. März 1984       | Deutschland  |
| Dirk Müller         | 4. August 1973     | Deutschland  |
| Marc Reynés         | 20. Oktober 1988   | Spanien      |
| Alexander Schmitt   | 18. August 1989    | Deutschland  |
| Christoph Schweizer | 4. März 1986       | Deutschland  |
| Michael Schweizer   | 16. Dezember 1983  | Deutschland  |
| Max Stahr           | 6. Februar 1991    | Deutschland  |
| Benjamin Sydlik     | 13. September 1990 | Deutschland  |
| Tom Vermeer         | 28. Dezember 1985  | Niederlande  |